# Karoline Olsen
Karoline Olsen (født 16. juni 1998 i Kristiansand, Norge) er en norsk håndboldspiller, som spiller i Vipers Kristiansand og Norges kvindehåndboldlandshold.